# Шингарь (приток Монзы)
Шингарь — река в России, протекает в Междуреченском и Грязовецком районах Вологодской области. Устье реки находится в 41 км по правому берегу реки Монзы. Длина реки составляет 49 км, площадь водосборного бассейна — 243 км².

## Данные водного реестра
По данным государственного водного реестра России относится к Верхневолжскому бассейновому округу, водохозяйственный участок реки — Кострома от истока до водомерного поста у деревни Исады, речной подбассейн реки — Волга ниже Рыбинского водохранилища до впадения Оки. Речной бассейн реки — (Верхняя) Волга до Куйбышевского водохранилища (без бассейна Оки).
По данным геоинформационной системы водохозяйственного районирования территории РФ, подготовленной Федеральным агентством водных ресурсов:
- Код водного объекта в государственном водном реестре — 08010300112110000012076
- Код по гидрологической изученности (ГИ) — 110001207
- Код бассейна — 08.01.03.001
- Номер тома по ГИ — 10
- Выпуск по ГИ — 0

### Притоки (км от устья)
- 24 км: река Шилекша (пр)
- 30 км: река Вострокса (лв)